# Triglav
Triglav (italsky Monte Tricorno, německy Triglau, 2 864 m n. m.) je nejvyšší hora Slovinska, Kraňska a Julských Alp, která se nachází v Triglavském národním parku (v jeho centrální části) na severozápadě státu, přímo na historické zemské hranici Kraňska a Gorice a Gradišky. Do roku 1991 byl i nejvyšším vrcholem socialistické Jugoslávie.

## Význam
Hora je stylizovaně zobrazena na slovinském státním znaku i slovinské vlajce. Objevovala se i na vlajce a znaku Slovinska v rámci Jugoslávie a zařazena byla rovněž i do symboliky královské Jugoslávie. Je symbolem Slovinska. Hora je díky svému typickému tvaru dobře rozpoznatelná a z některých směrů viditelná i ze stokilometrové vzdálenosti.
Partyzánská čepice z období 2. sv. války je pro svůj typický tvar přezdívána Triglavka.
Triglav je vyobrazen na slovinské eurominci v hodnotě 50 centů. V roce 1991 byl krátce vyobrazen na bankovce v hodnotě 200 tolarů.

## Název

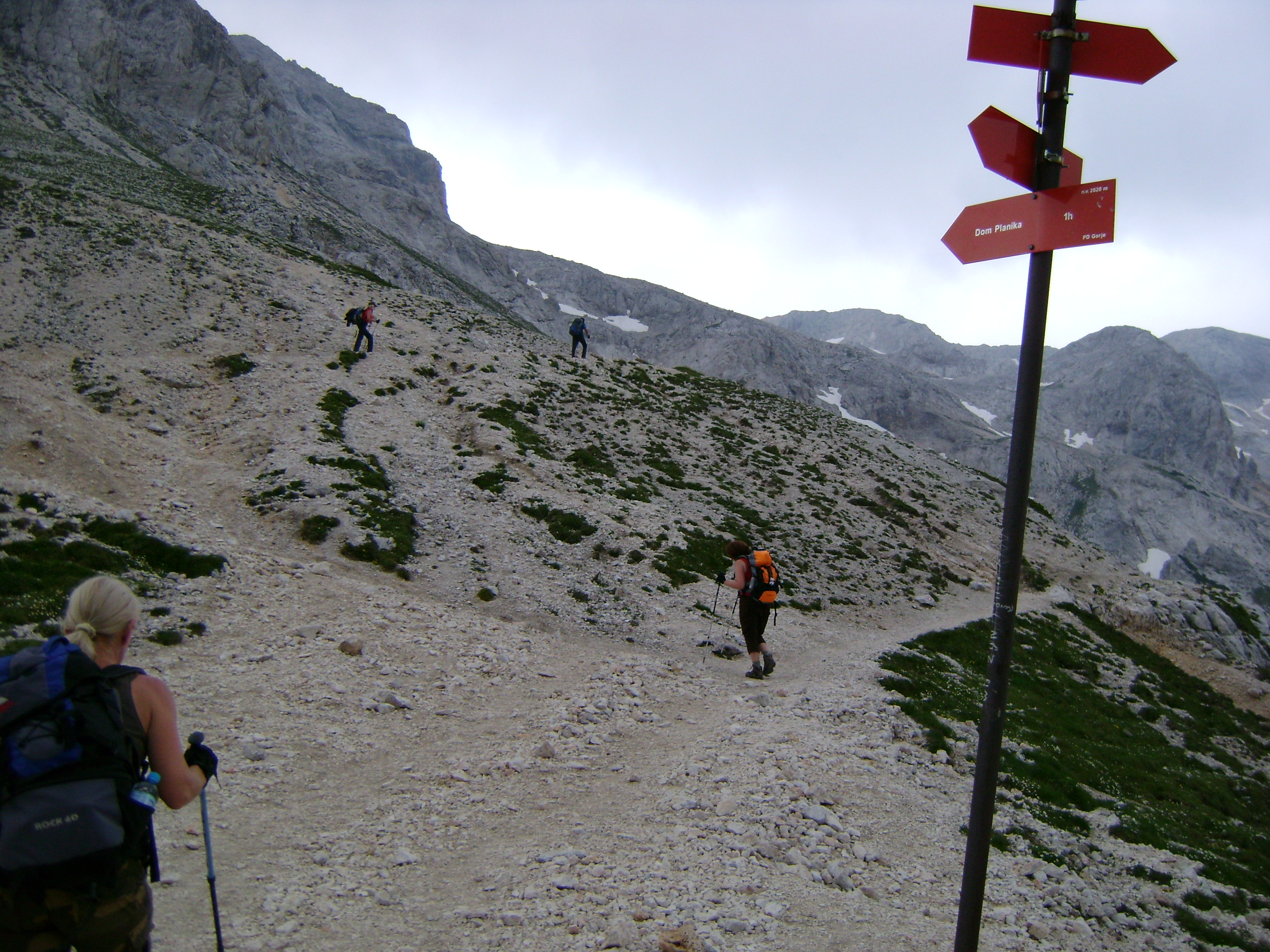
Turisticky značené trasy na Triglavu.

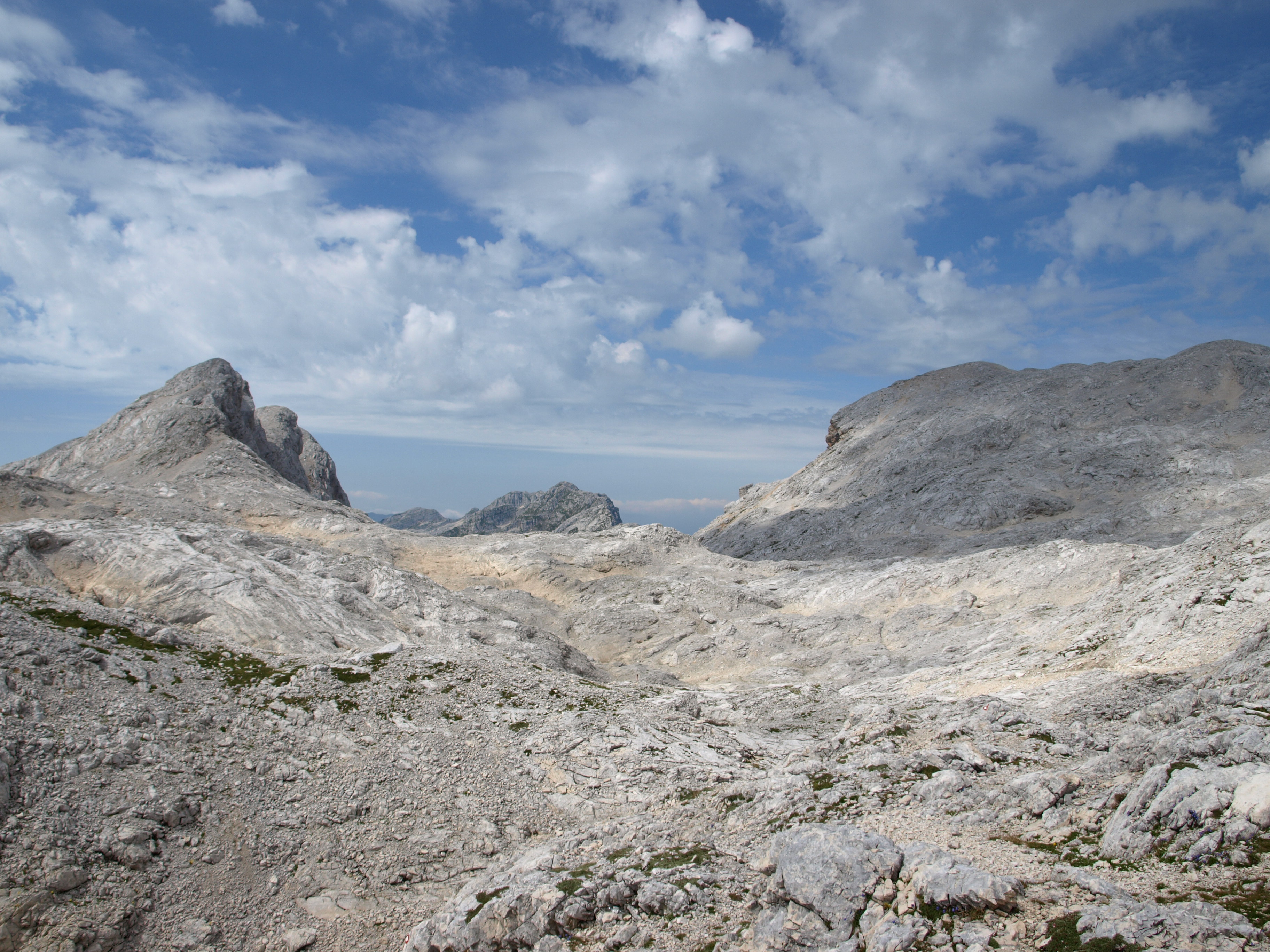
Holé skály blízko vrcholu.

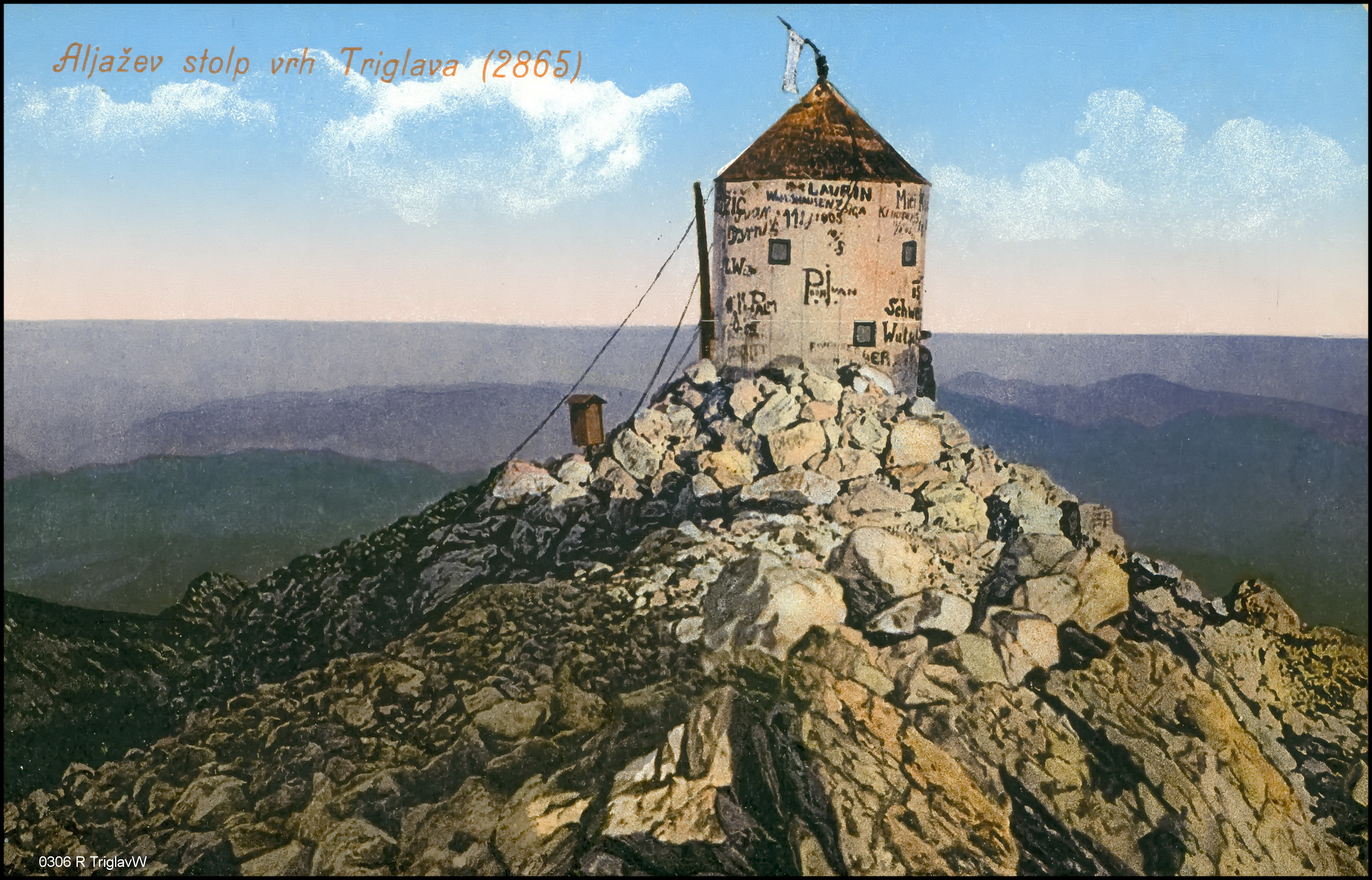
Vrchol hory.

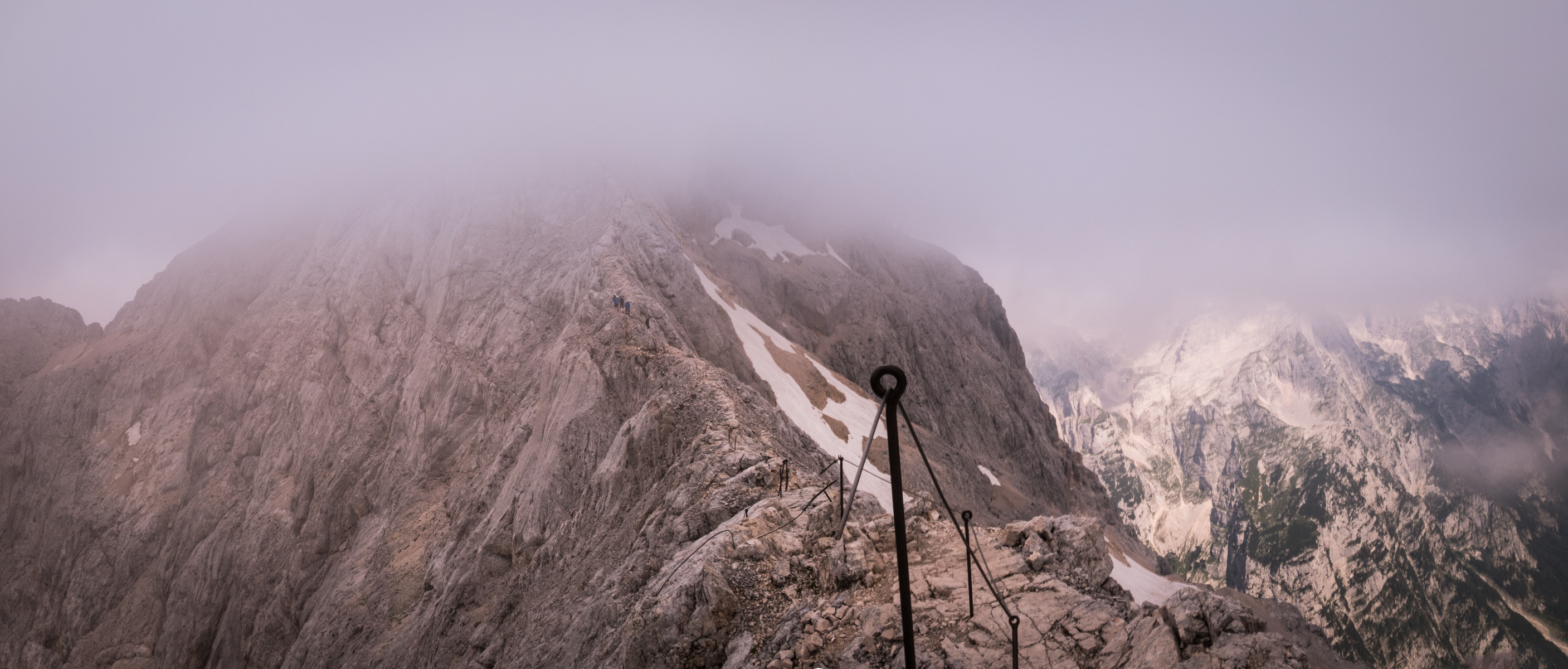
Hora zahalená v mlze.

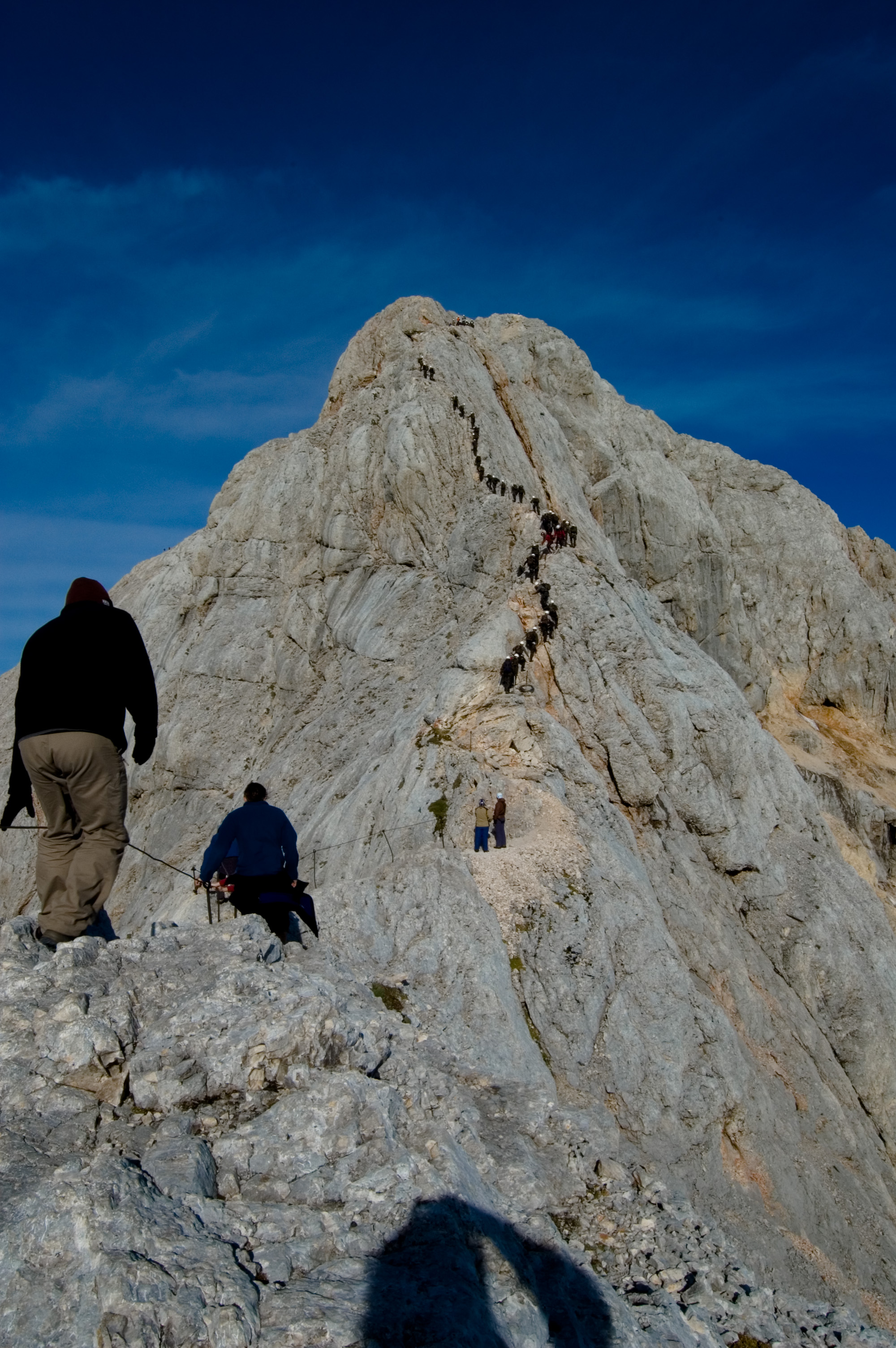
Lidé stoupající na vrchol Triglavu.

Své pojmenování získala podle Trihlava, starodávného trojhlavého slovanského božstva. Mimo jiné tři vrcholky triglavu odkazují právě na tři jeho hlavy. V německých zdrojích se také objevovala dříve pod názvem Terglau nebo Terklou.

## Klimatické poměry
Ve výšce 2500 metrů nad mořem se průměrná pocitová teplota pohybuje okolo −14,3 °C v zimě a 4,2 °C v létě. Na Triglavu převládají severovýchodní větry, které přinášejí kontinentální vliv počasí. V zimě je četná velmi bohatá sněhová pokrývka, a to ve výši mezi čtyřmi až pěti metry sněhu. V roce 2001 bylo naměřeno dokonce sedm metrů sněhu. Prší nejčastěji mezi červnem a listopadem, nejméně mezi lednem a únorem. Sníh může napadnout ale i v letních měsících.

## Geologické poměry
Hora sestává většinou z vápence. Dle slovinských geologických map spadá pod tzv. Slatinskou desku (slovinsky Slatenska plošča). Předpokládá se, že v podzemí se nachází rozsáhlé sítě podzemních struktur, které jsou do současnosti neprozkoumané. Částečně byly zkoumány v 60. letech 20. století ve spolupráci s britskými speleology. Předpokládá se, že se bude jednat o jednu z největších sítí jeskyň a podzemních chodeb na území Slovinska. 
Hora byla formována pohyby ledovce.

## Historie
Během 18. století propukala v okolí Triglavu často selská povstání. Boje se odehrály později mezi Rakouskem a Benátskou republikou.
Triglav byl poprvé zdolán čtyřmi slovinskými horaly (Luka Korošec, Matevž Kos, Štefan Rožič a Lovremc Willomitzer) v r. 1778. Třídenní výstup se uskutečnil na popud a za finanční pomoci slovinského průmyslníka a intelektuála Žigy Zoise. Zhruba od poloviny 19. století se v rámci probouzejícího se slovinského národního povědomí stalo mezi inteligencí jakousi národní povinností vystoupit na tuto horu. Tento nepsaný zákon platí dodnes, každý Slovinec by měl na Triglav vyjít alespoň jednou za život. V roce 1821 byl tento prvovýstup důkladně zdokumentován v novinách Illyrisches Blatt.
Okolo roku 1800 se ustálil slovinský název pro tuto horu v současné podobě.
První se výšku Triglavu pokoušel změřit Valentin Stanič dne 23. září 1808. Pod svým názvem se hora poprvé objevila na mapě Ducatus Carniolae Tabula Chorographica z roku 1744. Hora zde byla zaznamenána pod latinským názvem Mons Terglou. První zdokumentované užití slovinského názvu je z publikace Zeměpis slovinských zemí a oblastí (slovinsky Zemljovid Slovenske dežele in pokrajin) Petra Koslera, která byla sestavena v letech 1848 až 1852 a publikována v roce 1861 ve Vídni.
Dne 7. srpna 1895 byl na vrcholu Triglavu umístěn Aljažev stolp, jako místo pro skrytí se před nepříznivými poměry. 
V období 19. století jej jako "svojí" horu vnímali jak Slovinci, tak i místní Němci, kteří jej korunovali jako „krále Julských Alp.“ Spor byl řešen tím, že Jakob Aljaž koupil pozemek na vrcholu hory a postavil zde schránu pro návštěvníky.
V meziválečném období procházela přes Triglav státní hranice mezi Královstvím Jugoslávie a Itálií. Spor o identitu hory se tak přesunul od konflikt mezi Slovinci a Němci do bojů mezi Slovinci a Italy. Časté byly výstupy z obou dvou stran ať slovinských (jugoslávských) nebo italských horolezeckých týmů.
Jako symbol se objevoval postupně. Nejprve byl vyobrazen na znaku obce Bohijska Srednja vas kde se používal na konci 19. století. Poprvé jako symbol slovinského národa jej použil Jože Plečnik, a to na soše před kostelem v Bledu. Znaky Chorvatska a Srbska doplnil o štít s Triglavem a šesticípou hvězdu rodu Celjských.
V roce 1934 po atentátu na jugoslávského krále Alexandra I. nechal slovinský horolezec Joža Čop vyvěsit na vrcholu Triglavu černou vlajku.
Za druhé světové války byl Triglav symbol slovinského odporu fašistické okupaci. Jako symbol ho používala Osvobodilna fronta. Procházela tudy za války demarkační hranice mezi Německem a Itálií.
V dobách existence socialistické Jugoslávie byl, jak již bylo zmíněno, nejvyšším vrcholem celé země. Objevoval se proto v několika vlasteneckých/propagandistických písních a sloganech, např. Od Vardaru po Triglav (srov. v ČSSR „od Šumavy k Tatrám“, případně „od Jasině do Aše“). Po válce byl přijat za státní znak Socialistické republiky Slovinsko.

## Fauna a flóra
Roste zde řada rostlin, které se přizpůsobily životu ve vysoké nadmořské výšce. Lesní patro tvoří převážně smrky, modříny a borovice kleč. Vyskytuje se zde také druh škardy Crepis terglouensis, a to až do nadmořské výšky cca 2200 m n. m. Kvete nápadně žlutě i na kamenných mořích. Dále zde roste protěž nebo hořec. Řada rostlin je přísně chráněná a jejich sběr je zakázán. Ze zvířat, která žijí ve vysokých nadmořských výškách, potom jsou mufloni, rysové, orel skalní, různé druhy tetřevů apod. 

## Přístup
Turistická sezóna probíhá v Julských Alpách od června do října a v tuto dobu po třech hlavních výstupových trasách proudí spousta turistů.
Na vrchol vede několik tras různé obtížnosti, všechny jsou částečně zajištěné a vyžadují lezení. Jedna z nejběžnějších vede od chaty Aljažev dom (1015 m n. m.) po tzv. Tominškově cestě k chatě Triglavski dom na Kredarici (2515 m n. m.) a dále přes Malý Triglav (2725 m n. m.) na samotný vrchol Triglavu (2864 m n. m.). Posledních asi 300 m výstupu je zajištěno ocelovými lany. Vzhledem k velkému převýšení i délce je obvyklý dvoudenní výstup (první den Aljažev dom – Triglavski dom a druhý den Triglavski dom – Triglav a sestup na Aljažev dom). Před výstupem se nachází Triglavské sedlo (slovinsky Triglavska škrbina).
Okolo Triglavu se nachází následující horské chaty:
- Triglavski dom
- Vodnikov dom
- Dom Valentina Staniča
- Dom Planika
- Tržaška koča
- Aljažev dom
- Kovinarska koča
- Koča pri Triglavskih jezerih
- Koča na Doliču

## Severní stěna Triglavu
K významným horolezeckým terénům patří severní stěna Triglavu, která se se svou výškou 1500 m (podle jiných zdrojů 1200 m) a šířkou kolem 3000 m řadí k největším alpským stěnám. Poprvé byla zdolána roku v roce 1906 Německou cestou (slovinsky Nemška smer – F. König, H. Reinl, K. Doménigg). Ve stěně je řada cest i té nejvyšší obtížnosti, vyhledávaná je i v zimě ("evropská Patagonie"). Nejkrásnější pohled do stěny je kousek nad chatou Aljažev dom.
Mezi klasické horolezecké cesty v severní stěně patří dále Čopův pilíř (slovinsky Čopov steber), Skalácká cesta (slovinsky Skalaška smer), Prusik-Szálay, Krátká Německá cesta (Kratka Nemška smer) a Bavorská cesta (Bavarska smer).

## Zajímavosti
Na vrcholu hory se nachází již zmíněná skrýš s názvem Aljažev stolp, a to již od konce 19. století. Je ve vlastnictví státu.
V blízkosti vrcholu Triglavu se nachází rovněž i Triglavský ledovec (slovinsky Triglavski ledenik). V roce 1946, kdy bylo zahájeno systematické měření rozlohy ledovce, měřil 14 ha, v roce 1951 měl rozlohu 17,78 ha, v roce 2003 se zmenšila na méně než 0,4 ha. Průměrná teplota vzduchu se v lokalitě chaty Kredarica zvýšila mezi lety 1961 až 2011 o 1,8 °C. Předpokládá se, že ledovec výhledově zcela zmizí v souvislosti se změnami klimatu.
Západně od vrcholu jsou pozůstatky vojenských kasáren a dalších objektů. Leží v nadmořské výšce okolo 2500 m n. m.
Vzhledem k tomu, že se na vrchol kromě jediné malé skrýše nevešla žádná stavba, bylo v roce 1895 rozhodnuto o výstavbě dalšího přístřešku (Staničev stolp), který se nachází 55 metrů pod samotným vrcholkem. Je pojmenován po horolezci Valentinovi Staničovi. Ukrýt se v něm může 8 sedících nebo 16 stojících lidí. 
Klíčový význam Triglavu ve slovinské i bývalé jugoslávské kultuře dal tomu, že řada institucí nebo společností byla po něm pojmenována. Jednalo se např. o společnost Triglav osiguranje (pojišťovna) nebo filmové studio Triglav-film.
Ve snaze popularizovat horskou turistiku a výstup na Triglav se v minulosti uskutečnil čistě ženský výstup, kterého se účastnilo 100 turistek.